# 伊朗齿鸟
伊朗齿鸟（英语：Iranian Toothed Bird）是指2011年5月8日在伊朗阿尔达比勒梅什金沙赫尔一个村庄发现的一具长有牙齿的“鸟类”尸体。据伊朗伊斯兰共和国通讯社（IRNA）报道，伊朗环境保护组织（Iran’s Environment Protection Organization，EPO）已经派出一支团队前往现场进行调查。据报道，一名当地居民试图隐藏神秘动物的尸体，而团队正在寻找中，并且从另一名当地居民处获得了照片。神秘动物学家洛伦·科尔曼认为，伊朗“齿鸟”很可能是一只腐烂的狗。